# نیدرهایمباخ
نیدرهایمباخ (به آلمانی: Niederheimbach) یک شهر در آلمان است که در ماینتس-بینگن واقع شده‌است. نیدرهایمباخ ۸۰۸ نفر جمعیت دارد.

## خواهرخوانده
شهر Champtoceaux خواهرخواندهٔ نیدرهایمباخ هست.